# Куликов, Владимир Николаевич (Герой Социалистического Труда)
Владимир Николаевич Куликов (4 августа 1908 года, Санкт-Петербург, Российская империя — 24 апреля 1990 года) — директор совхоза «Пахта-Арал», казахский государственный и партийный деятель, Герой Социалистического Труда (1959). Депутат Верховного Совета Казахской ССР.

## Биография
Родился в 1906 году в Санкт-Петербурге.
В начале 1930 года переехал в Узбекистан, где стал работать на Керменском хлопковом заводе. Начал свою трудовую деятельность на заводе помощником механика и в конце трудовой карьеры на этом заводе был назначен его директором.
В 1942 году был назначен заместителем народного комиссара хлопковой промышленности Узбекской ССР.
С 1943 году участвовал в Великой Отечественной войне.
После демобилизации возвратился в Узбекистан, где до 1953 года работал на партийных руководящих должностях.
В октябре 1953 года был назначен директором хлопкового совхоза «Пахта-Арал» Чимкентской области. При руководстве Владимиром Куликовым совхоз «Пахта-Арал» вышел в передовые сельскохозяйственные предприятия Чимкентской области. Колхоз насчитывал 8,5 тысяч гектаров хлопковых полей и 2,5 тысяч гектаров зерновых. В 1954 году совхоз собрал в среднем по 34 центнеров хлопка-сырца с каждого гектара с посевной площади 5250 гектаров. За эти высокие показатели Владимир Куликов был награждён Орденом Ленина и Большой золотой медалью ВДНХ.
В 1956—1957 годах совхоз «Пахта-Арал» довёл урожайность хлопка-сырца до 35 центнеров с каждого гектара. За эффективное управление совхозом Владимир Куликов был удостоен в 1959 году звания Героя Социалистического Труда.
С 1965 года работал в Госплане Узбекской ССР.
Избирался членом Чимкентского обкома Компартии Казахской ССР, депутатом Чимкентского областного совета народных депутатов и Верховного Совета Казахской ССР.
Скончался 24 апреля 1990 года, похоронен на Боткинском кладбище Ташкента.

## Награды
- Орден Красной Звезды;
- Орден Трудового Красного Знамени;
- Большая золотая медаль ВДНХ (1954);
- Герой Социалистического Труда — указом Президиума Верховного Совета СССР от 25 декабря 1959 года;
- дважды Орден Ленина.